# King Kong contro Godzilla
King Kong contro Godzilla (ガメラ対大悪獣ギロン?, Gamera tai daiakujū Giron, lett. "Gamera vs. il mostro demone Guiron") è un film del 1969 diretto da Noriaki Yuasa.
Film di fantascienza nel quale, nonostante il titolo italiano, non compaiono realmente Godzilla e King Kong (protagonisti invece nel film Il trionfo di King Kong); il personaggio principale è invece Grande King, Gamera.

## Trama
Due ragazzini giapponesi, per puro sbaglio, mettono in moto un'astronave e finiscono nello spazio per assistere alla lotta cruenta tra Guiron e Gaos. Una strana creatura sembiante una tartaruga di nome Grande King (Gamera) però veglierà sui due fanciulli indifesi.

## Distribuzione
La pellicola è entrata nel pubblico dominio negli Stati Uniti.